# قاسم غرامي
قاسم غرامي (بالفارسية: قاسم گرامی) هو لاعب كرة قدم إيراني في مركز الوسط، ولد في 15 سبتمبر 1992 في ساري في إيران. لعب مع نادي صبا قم.